# Офенбах ан дер Квајх
Офенбах ан дер Квајх (њем. Offenbach an der Queich) општина је у њемачкој савезној држави Рајна-Палатинат. Једно је од 74 општинска средишта округа Зидлихе Вајнштрасе. Према процјени из 2010. у општини је живјело 6.228 становника. Посједује регионалну шифру (AGS) 7337061.

## Географски и демографски подаци
Офенбах ан дер Квајх се налази у савезној држави Рајна-Палатинат у округу Зидлихе Вајнштрасе. Општина се налази на надморској висини од 131 метра. Површина општине износи 15,2 km². У самом мјесту је, према процјени из 2010. године, живјело 6.228 становника. Просјечна густина становништва износи 409 становника/km².

## Међународна сарадња
| Мјесто | Држава    | Врста сарадње | Од    |
| ------ | --------- | ------------- | ----- |
|        | Француска | партнерство   | 1992. |
| Извор  |           |               |       |